# Церовацькі Галовичі
45°24′ пн. ш. 15°28′ сх. д. / 45.4° пн. ш. 15.47° сх. д.
Церовацькі Галовичі (хорв. Cerovački Galovići) — населений пункт у Хорватії, в Карловацькій жупанії у складі міста Дуга Реса.

## Населення
Населення за даними перепису 2011 року становило 60 осіб.
Динаміка чисельності населення поселення: